# Peter Sever
Peter Sever (vlastním jménem Jozef Bobok) (11. července 1924, Rimavská Sobota, Československo – 22. července 2004, Bratislava, Slovensko) byl slovenský spisovatel, scenárista, publicista, dramatik, překladatel a autor literatury pro děti a mládež.

## Život
Narodil se v učitelské rodině a vzdělání získával v Rimavské Sobotě, Banské Bystrici a Zvolenu, později pokračoval ve studiu na Univerzitě Komenského v Bratislavě, a toto studium úspěšně ukončil v roce 1949 doktorátem práv. Pracoval ve vícero redakcích časopisů, např. Národná obroda, Život, Náš film, Kultúrny život či Pravda, v roce 1968 potom pracoval v agentuře Tatrapress. Od roku 1969 byl redaktorem časopisu Film a divadlo a od roku 1981 se věnoval psaní literatury na plný úvazek.

## Tvorba
Jeho knižní debut vyšel v roce 1954. Začínal psaním povídek, ale později se věnoval i psaní novel a románů jak pro děti a mládež tak i pro dospělé. Námětem jeho prvních děl je vojenský život v době 2. světové války a v období Slovenského národního povstání. Největší část jeho tvorby však představuje dramatická tvorba pro rozhlas a televizi, které se věnoval nejraději. V dílech pro děti a mládež se věnoval apelům na potřebu zdravého rodinné klimatu na vývoj mladých lidí, věnuje se problematice dospívajících dětí. V rozhlasové a televizní tvorbě se jeho díla dělí do třech námětových skupin: jedna pojednává o dějinách dělnického hnutí, druhá o národněosvobozeneckém hnutí a poslední se věnuje současnosti. Věnoval se též publicistice, v tisku mu vyšlo množství článků, reportáží, fejetonů, divadelních a filmových kritik, ale také recenzím televizních inscenací. Kromě vlastní tvorby se věnoval také překladům z maďarské a anglické literatury.

## Dílo
- Seznam děl v Souborném katalogu ČR, jejichž autorem nebo tématem je Peter Sever

### Próza pro dospělé
- 1954 Vojenským krokom, sbírka povídek z vojenského prostředí
- 1955 Šesť mesiacov, sbírka povídek s tematikou SNP
- 1961 Malá slávobrána, budovatelský román
- 1962 Veľký odkaz
- 1964 Mŕtvi sa neženia
- 1965 Korzári kamenných morí
- 1989 Celkom slušná kapela
- 1989 Najlepšie roky môjho života
- 1996 Herecké lásky
- 2003 Šťastie novinára

### Próza pro děti
- 1961 Malí partizáni, román
- 1979 Priateľka Jana, román

### Dramatická díla pro dospělé
- 1957 Doktorka Dana, rozhlasová hra
- 1959 Vrátený život, rozhlasová hra
- 1960 Príbeh Verony Tkáčovej, televizní hra
- 1960 Súci chlapci, třídílný televizní seriál
- 1961 Ľudia na trase, televizní film
- 1964 Kytica ruží, mikrokomedie
- 1965 1 : 0, rozhlasová hra
- 1966 Ten veľký návrat, rozhlasová hra
- 1968 Jadranská romanca, veselohra
- 1971 Sneh a hviezdy, publicistická rozhlasová hra
- 1972 Iskrenie, televizní hra
- 1974 Taká nádherná mladosť, rozhlasová hra
- 1974 Škola pre Antigonu, rozhlasová hra
- 1976 Návrat, televizní hra
- 1977 Potlesk, rozhlasová hra
- 1977 Postup, televizní film
- 1977 Dobrodružstvo v hoteli, mikrokomédia
- 1979 Sestry, rozhlasová hra
- 1980 Júlia a starý pán, rozhlasová hra

### Dramatická díla pro děti
- 1959 Hviezdičky, divadelní hra
- 1960 Tvrdé mantinely, televizní hra
- 1970 Vrahom je Fox, televizní adaptace románu Ellery Queena
- 1975 Motokára, rozhlasová hra
- 1977 Kamarátka Jana, televizní hra
- 1977 Talentová skúška, rozhlasová hra
- 1977 Dvojka z chovania, rozhlasová hra
- 1977 Bez hrdosti, televizní adaptace povídky Boženy Slančíkové-Timravy
- 1978 Zálety kráľa Mateja, veselohra na námět pověsti (spoluautor E. Štric)
- 1978 Prísna skúška, rozhlasová hra
- 1979 Vec dôvery, rozhlasová hra
- 1979 Kotúľ, rozhlasová hra
- 1980 ... a teraz sa rozhodni!, jedenáctidílný televizní seriál